# Parc aux fruits de Yamanashi
Le parc aux fruits de Yamanashi (山梨県笛吹川フルーツ公園, Yamanashi-ken Fuefukigawa furūtsu pāku, littéralement : le parc aux fruits Fuefukigawa de la préfecture de Yamanashi) est un ensemble de complexe comprenant hôtel, jardin public, musée, serre et jardin botanique d'une superficie de 32,2 hectares situés de la ville de Yamanashi dans la préfecture du même nom.

## Description
Le parc aux fruits de Yamanashi est un complexe à partenariat public-privé. L'espace public regroupe 19,5 ha et l’espace privé 12,7 ha. La société Fruit Parc de la ville de Yamanashi gère l'exploitation et la gestion de l'ensemble. Situé dans une région montagneuse et surplombant la ville de Kōfu, le parc a été désigné par un comité en 2003 comme étant l'une des trois nouvelles grandes vues nocturnes du Japon,. Il est possible d'admirer le paysage en prenant un bain de pieds public (ashiyu) ou de prendre des bains de sources chaudes (onsen). Un musée d'un espace de 6 200 m2 est également présent.

## Galerie

Installations et desserte
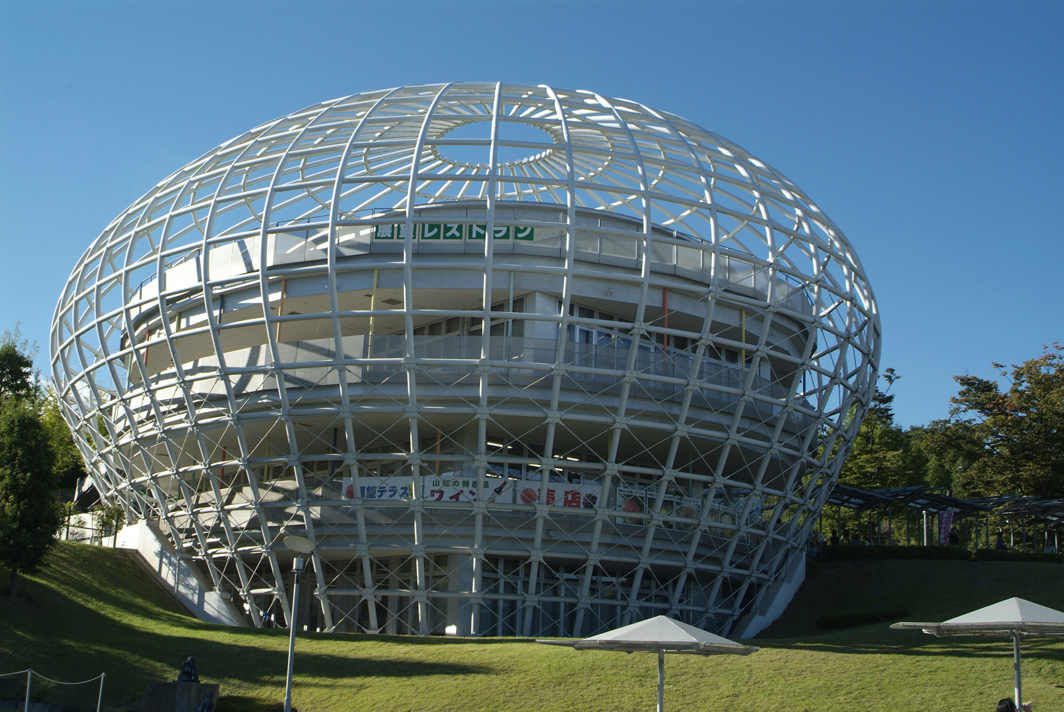
Façade du musée et restaurant.
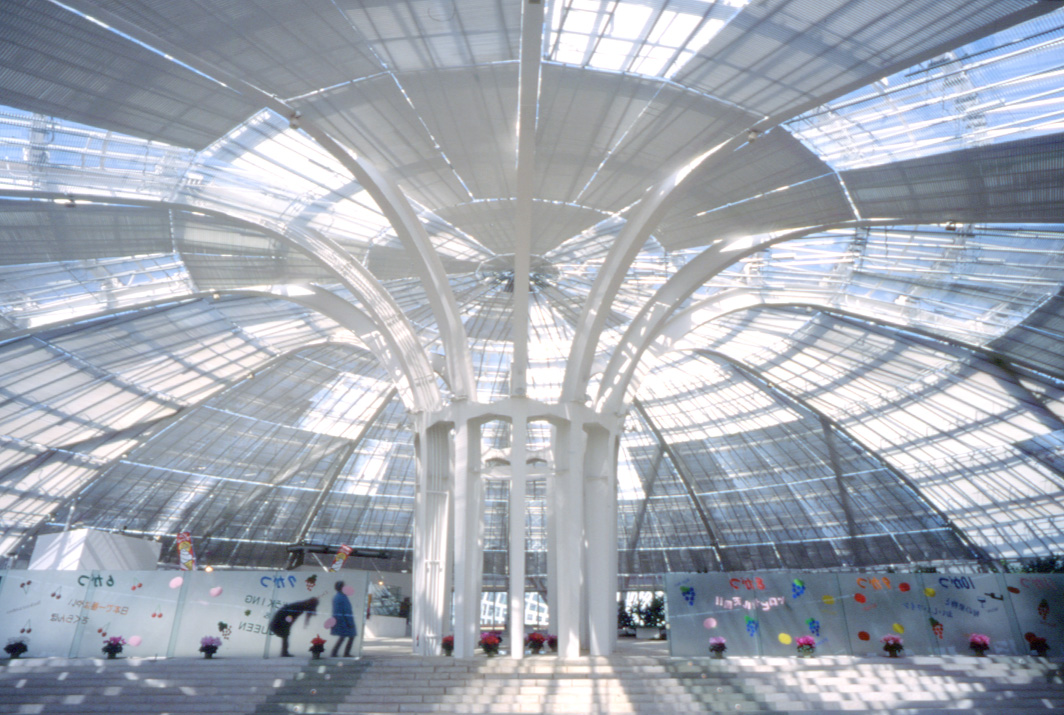
Intérieur du musée.
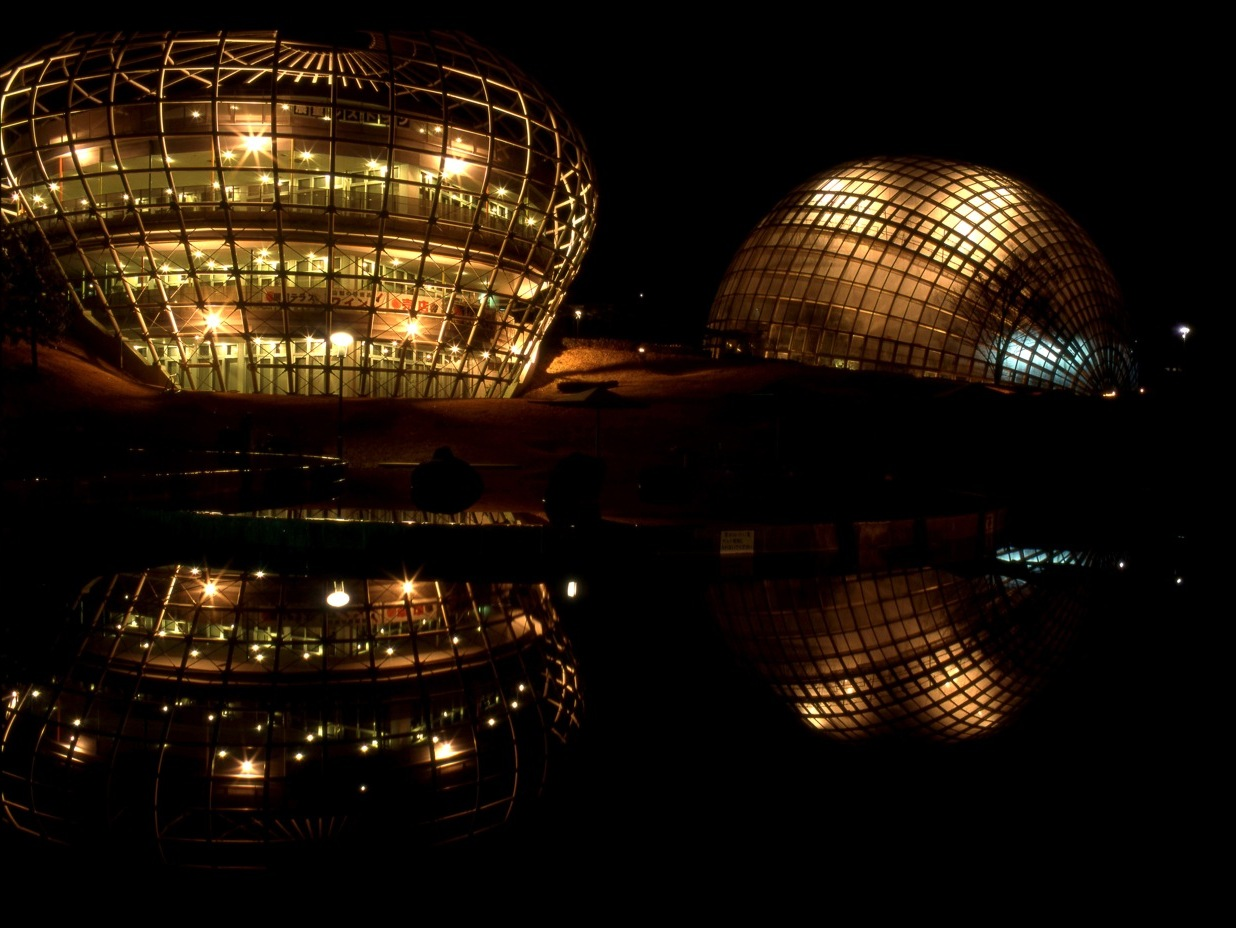
Le musée et le jardin de nuit.
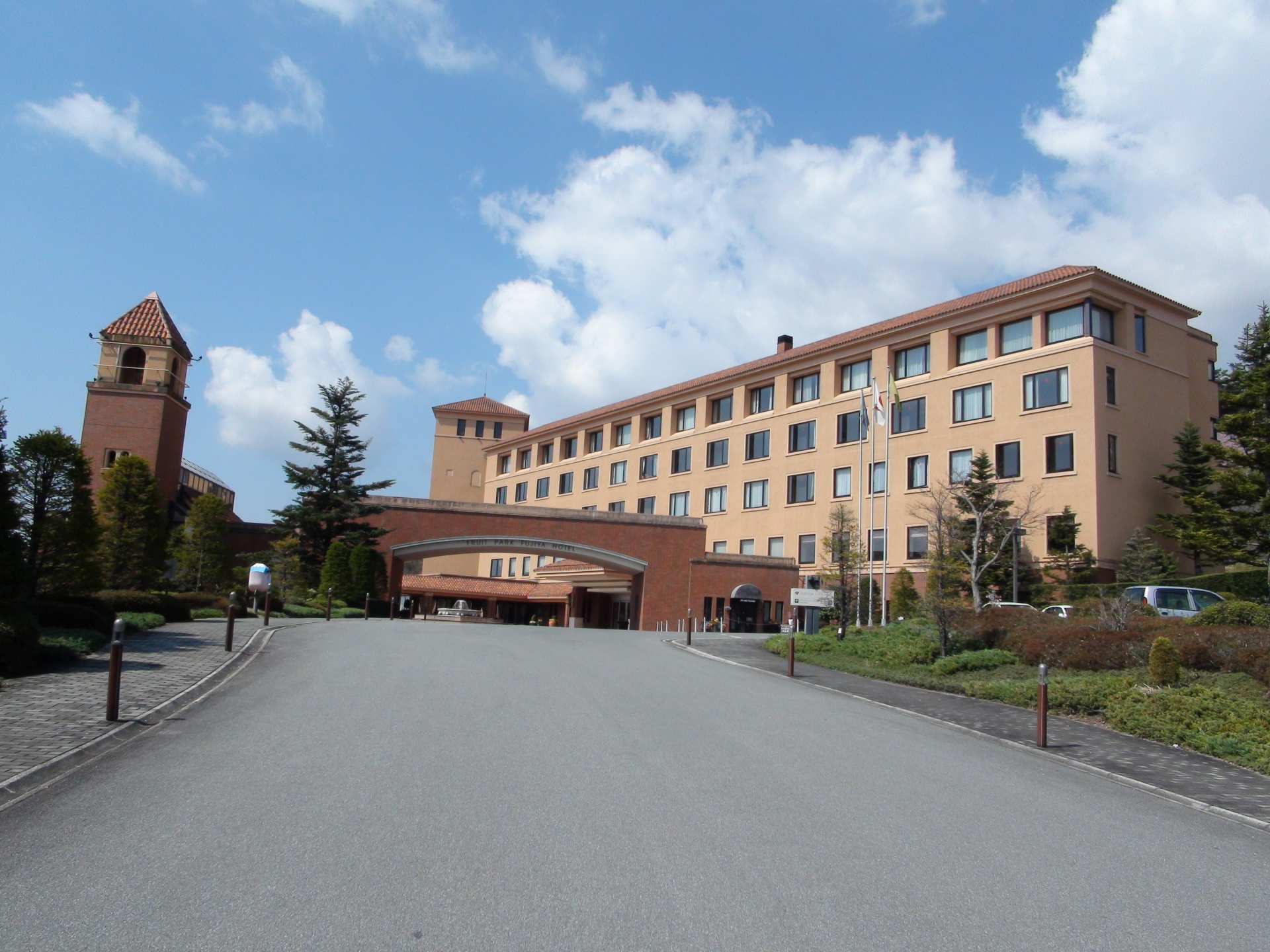
L'hôtel présent dans le parc.
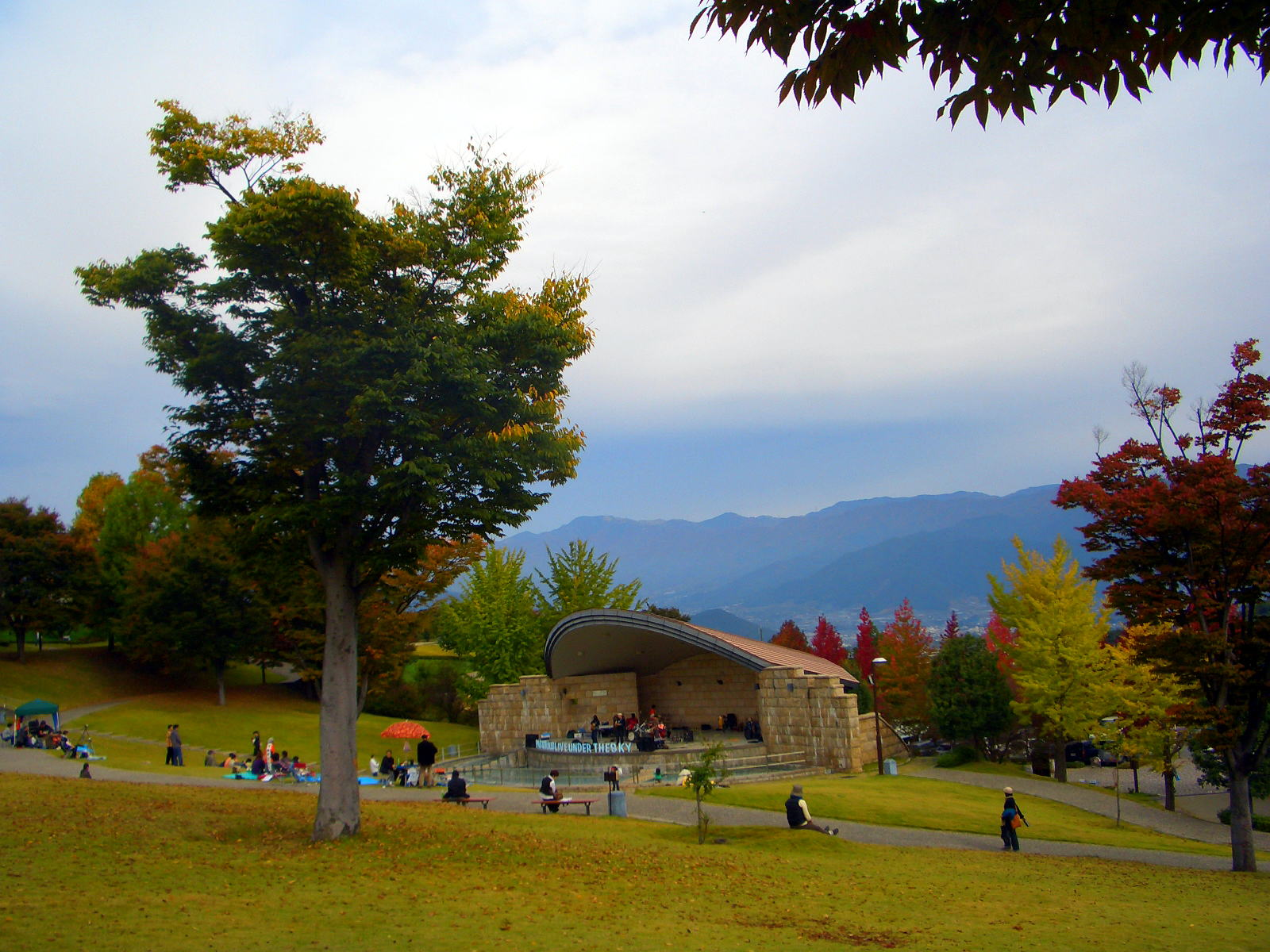
Jardin public du parc.